# یوری بورزاکوفسکی
یوری بورزاکوفسکی (روسی: Юрий Михайлович Борзаковский؛ زادهٔ ۱۲ آوریل ۱۹۸۱) دونده اهل روسیه است.
وی همچنین برندهٔ جوایزی همچون نشان دوستی شده‌است. وی در مسابقات کشوری و بین‌المللی در مجموع برندهٔ ۵ مدال طلا، ۲ مدال نقره، ۳ مدال برنز شده‌است.